# Seventeen (日本雜誌)
《Seventeen》（日语：セブンティーン）是集英社發行以少女為消費對象的日本潮流雜誌，每月1號發行。

## 歷史
- 1968年，作為為了十幾歲青少年的綜合週刊雜誌，週刊Seventeen創刊。
- 1968年，別冊Seventeen創刊。
- 1973年，別冊Seventeen作為月刊，新Seventeen創刊。
- 1986年，月刊Seventeen停刊。同時「ヤングユー」月刊化。
- 1987年，更新週刊Seventeen。變更Seventeen標誌的拉丁字母（SEVENTEEN）。
- 1988年，從週刊轉為隔週刊，內容成為潮流雜誌。漫畫雜誌的部分，作為新創刊《月刊ティアラ》的部分。
- 2008年10月号，從隔週刊變月刊。「Seventeen」標誌變更。
- 2021年9月，月刊停刊，2022年起每季出版。

## 專屬模特兒
在雜誌上登場的專屬模特兒被稱為「ST模（model）」（STモ）。一般ST模是由公開招募的「Miss Seventeen」面試中選出而成為專屬模特兒（本身也屬模特兒事務所的人也有很多）。
因為Seventeen是以少女為消費對象的雜誌，到20歲左右的模特兒便會畢業。畢業了的ST模，有不少會繼續當模特兒和演員。受歡迎的模特兒會頻繁成為封面女郎、擔任連載頁工作及出版寫真集。

### 現任專屬模特兒
| 姓名         | 出道日期       | 封面次數                                 | 備註                                         |
| ------------ | -------------- | ---------------------------------------- | -------------------------------------------- |
| 三吉彩花     | 2010年10月號 - | 14                                       | Miss ST 2010 原為《ニコ☆プチ》專屬模特兒     |
| 中条あやみ   | 2011年10月號 - | 5                                        | Miss ST 2011                                 |
| 橋本愛       | 2011年10月號 - | 0                                        | Miss ST 2011                                 |
| 仲谷香春     | 2012年3月號 -  | 0                                        |                                              |
| 藤井サチ     | 2012年10月號 - | 3                                        | Miss ST 2012                                 |
| 広瀬すず     | 2012年10月號 - | 14                                       | Miss ST 2012                                 |
| 末永真唯     | 2013年3月号 -  | 0                                        | 亦是X21成員                                  |
| 江野沢愛美   | 2013年7月號 -  | 4                                        | 原為《ピチレモン》專屬模特兒                 |
| 下村実生     | 2013年7月號 -  | 0                                        | 亦是Fairies成員                              |
| 古畑星夏     | 2013年9月號 -  | 0                                        | 原為《nicola》專屬模特兒                     |
| 大友花恋     | 2013年10月號 - | 0                                        | Miss ST 2013                                 |
| 田邊桃子     | 2013年10月號 - | 0                                        | Miss ST 2013                                 |
| 飯豐萬理江   | 2014年9月號 -  | 2                                        | 原為《nicola》專屬模特兒                     |
| 横田真悠     | 2014年10月號 - | 1                                        | Miss ST 2014                                 |
| 川津明日香   | 2014年10月號 - | 0                                        | Miss ST 2014                                 |
| 樫本琳花     | 2014年10月號 - | 0                                        | Miss ST 2014                                 |
| 岡本夏美     | 2015年9月號 -  | 0                                        | 原為《nicola》專屬模特兒                     |
| 黑崎莉奈     | 2015年9月號 -  | 0                                        | 原為《nicola》專屬模特兒                     |
| マーシュ彩   | 2015年10月號 - | 0                                        | Miss ST 2015                                 |
| 松岡花佳     | 2015年10月號 - | 0                                        | Miss ST 2015                                 |
| 坂井仁香     | 2015年10月號 - | 0                                        | Miss ST 2015 亦是超心動♡宣傳部成員           |
| 紺野彩夏     | 2016年3月號 -  | 0                                        |                                              |
| 佐々木莉佳子 | 2016年3月號 -  | 0                                        | 原為《ピチレモン》專屬模特兒 亦是ANGERME成員 |
| 永野芽郁     | 2016年9月號 -  | 0                                        | 原為《nicola》專屬模特兒                     |
| 杉本愛里     | 2016年10月號 - | 0                                        | Miss ST 2016                                 |
| 木内舞留     | 2016年10月號 - | 0                                        | Miss ST 2016                                 |
| 田鍋梨々花   | 2016年10月號 - | 0                                        | Miss ST 2016                                 |
| 南乃彩希     | 0              | Miss ST 2016 原為《ニコ☆プチ》專屬模特兒 | Miss ST 2016                                 |
| 久間田琳加   | 2017年9月號 -  | 1                                        | 原為《nicola》專屬模特兒                     |
| 久保史緒里   | 2017年9月號 -  | 0                                        | 亦是乃木坂46成員                             |
| 箭內夢菜     | 2017年10月號 - | 0                                        | Miss ST 2017                                 |
| 宮野陽名     | 2017年10月號 - | 0                                        | Miss ST 2017                                 |

### 過往的專屬模特兒

#### 2006年以前
- 安座間美優（Miss ST 2002、封面3次、畢業後曾加入non-no、之後轉為CanCam專屬）
- 浅見れいな
- 池田あゆみ（Miss ST 2002）
- 石川亜沙美
- 伊藤もなみ
- 内田安咲美（Miss ST 2002）
- 大河内奈々子
- 尾形沙耶香（Miss ST 2001）
- 小川知華（Miss ST 2003、畢業後轉為mina專屬）
- 柿木理紗
- 加藤幸子（畢業後曾加入non-no、之後轉為with專屬）
- 北川景子（Miss ST 2003、封面15次）
- 木村カエラ（Miss ST 2001、封面5次）
- 小泉絵美子
- 紺野ゆり（畢業後轉為Ray專屬）
- サリー・トーマス（Miss ST 1999）
- 鈴木惠美（Miss ST 1999、封面30次、畢業後轉為PINKY（已廢刊）專屬）
- 関綾乃（Miss ST 2001）
- 田中美保（封面10次）
- 月本えり（Miss ST 2000）
- 土屋安娜
- 徳澤直子（Miss ST 2001、封面8次、畢業後轉為CanCam專屬）
- 中根成美（Miss ST 2003）
- 仲程仁美（Miss ST 2002）
- 中村榮美子
- 芳賀優里亜（封面1次）
- 長谷川京子
- 日高薫（Miss ST 2000）
- 福田明子
- 房みどり（Miss ST 2001）
- 本田翼（曾加入LOVE BERRY、之後轉為non-no專屬）
- 真野きりな
- 水原希子（Miss ST 2003、封面3次、畢業後轉為ViVi專屬、之後轉為MAQUIA專屬）
- 宮澤理惠（1987年曾擔任新雜誌封面的模特兒）
- 美優
- 山下さえ
- 吉川ひなの

#### 2007年畢業
- 浅木一華（Miss ST 2004、封面2次）
- 一戸愛子（Miss ST 2003）
- 工藤晴香
- 高下彩
- 森絵梨佳（封面2次）

#### 2008年畢業
- 小林美穂（Miss ST 2006）
- 佐野光来（Miss ST 2005）
- 谷口紗耶香（封面4次）
- 手嶋ゆか（封面6次）
- はねゆり
- 星川玲奈（Miss ST 2005）
- 溝口真央（Miss ST 2006）

#### 2009年畢業
- 荒木七菜香（Miss ST 2004、封面1次、畢業後轉為non-no專屬）
- 上原奈美
- 榮倉奈奈（封面46次）
- 大石参月（Miss ST 2004、封面12次、畢業後轉為ViVi專屬）
- 南條有香（Miss ST 2005、畢業後轉為CanCam專屬、現為JJ專屬）
- 松澤茜
- 山本佑美（Miss ST 2006、畢業後轉為non-no專屬）

#### 2010年畢業
- 赤谷奈緒子（Miss ST 2004、封面2次、畢業後轉為non-no專屬）
- 大政絢（封面2次、畢業後轉為non-no專屬）
- 佐藤ありさ（Miss ST 2005、封面10次、畢業後轉為non-no專屬）

#### 2011年畢業
- 水沢エレナ（封面4次、畢業後轉為non-no專屬）
- 石橋杏奈
- 滝沢カレン（Miss ST 2008、畢業後轉為JJ專屬）
- 高田有紗（Miss ST 2009）
- 桐谷美玲（封面34次、畢業後轉為non-no專屬）

#### 2012年畢業
- 有末麻祐子（Miss ST 2007、封面3次、畢業後轉為ViVi專屬、現為JJ專屬）
- 岡本あずさ（畢業後轉為non-no專屬）
- 草刈麻有
- 波瑠（封面7次、畢業後轉為non-no專屬）
- 田中あさみ（Miss ST 2007）
- 武井咲（封面15次）

#### 2013年畢業
- 工藤えみ（Miss ST 2009）
- 坂田梨香子（封面2次、畢業後轉為CanCam專屬）
- 剛力彩芽（封面3次）
- 細谷理紗
- 立石晴香
- 春美エレナ

#### 2014年畢業
- 鈴木友菜（封面7次、畢業後轉為non-no專屬）
- 橋本愛（Miss ST 2009、封面4次）

#### 2015年畢業
- 岡本杏理（封面2次。畢業後轉為non-no專屬）
- 北山詩織（Miss ST 2010、封面4次）
- 森川葵（Miss ST 2010）
- 西野実見（Miss ST 2010）
- 坂東希（Miss ST 2011）
- 岡崎紗絵（Miss ST 2012）
- 新川優愛（Miss ST 2011、封面10次。畢業後轉為non-no專屬）
- 大野いと（封面2次）
- 西内まりや（封面25次）
- 広瀬アリス（Miss ST 2009、封面1次）

#### 2016年畢業
- 阿部菜渚美（Miss ST 2010）
- 高堰うらら（Miss ST 2012）
- 藤麻理亜

#### 2017年畢業
- 古畑星夏（在籍48個月。畢業後ViVi專屬模特）

#### 2021年畢業
- 八木莉可子

## 外部連結
- Seventeen / ST Channel （页面存档备份，存于）
- Seventeen／セブンティーン的X（前Twitter）
- Seventeen／セブンティーン的Instagram帳戶